# 堤等明
堤 等明（つつみ とうめい、生没年不詳）は江戸時代の堤派の絵師。

## 来歴
3代目堤等琳の門人。南沢氏、通称は吉之助。画姓として堤を称し、等明と号した。南沢等明（みなみざわ とうめい）とも表記される。橋本町2丁目の水油屋庄兵衛の子。文化から文政期に作画をしている。葛飾北斎の娘の葛飾応為を娶るが、後に離別した。